# Sekkei-ji

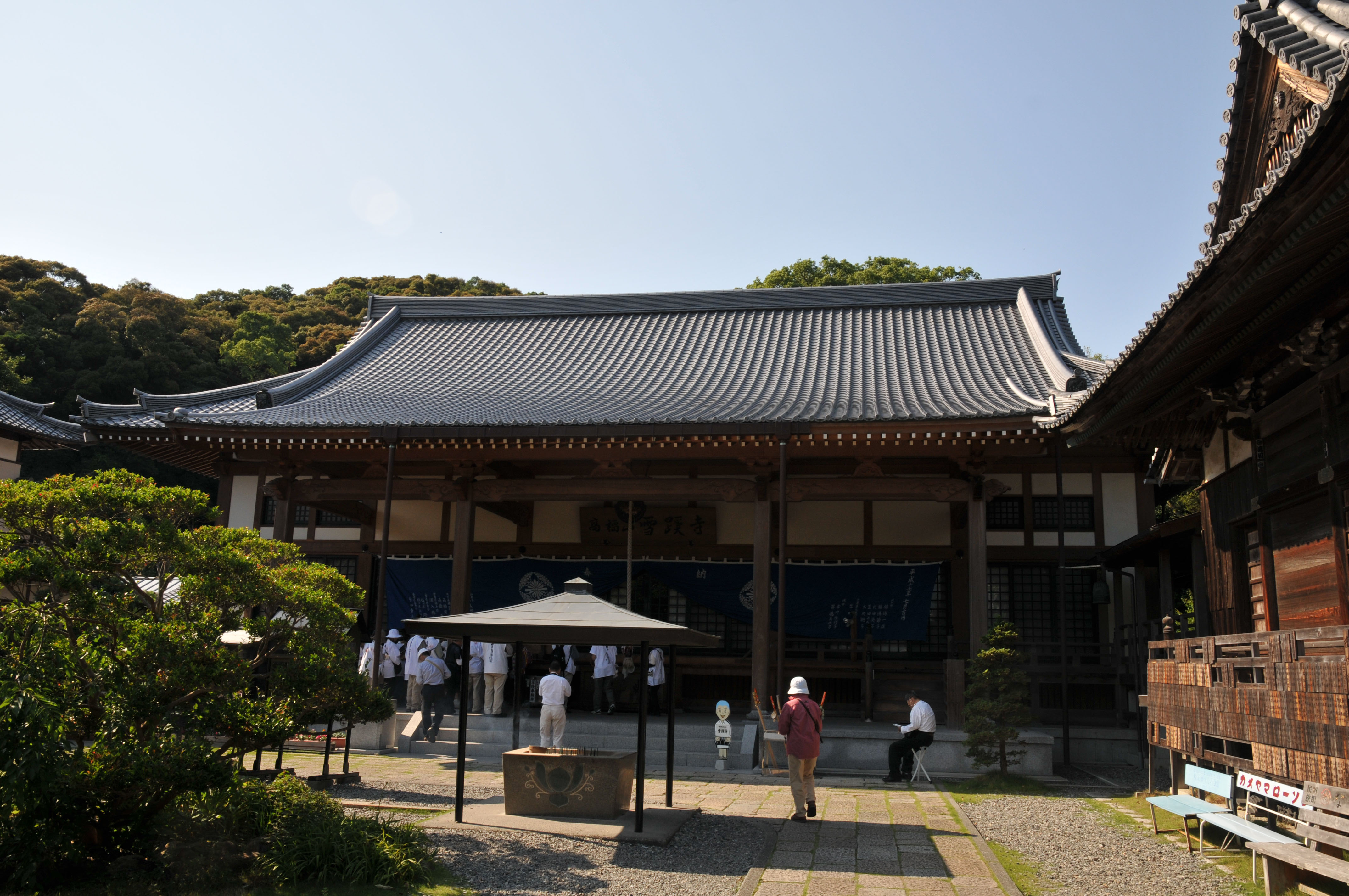
Haupthalle, links hinten

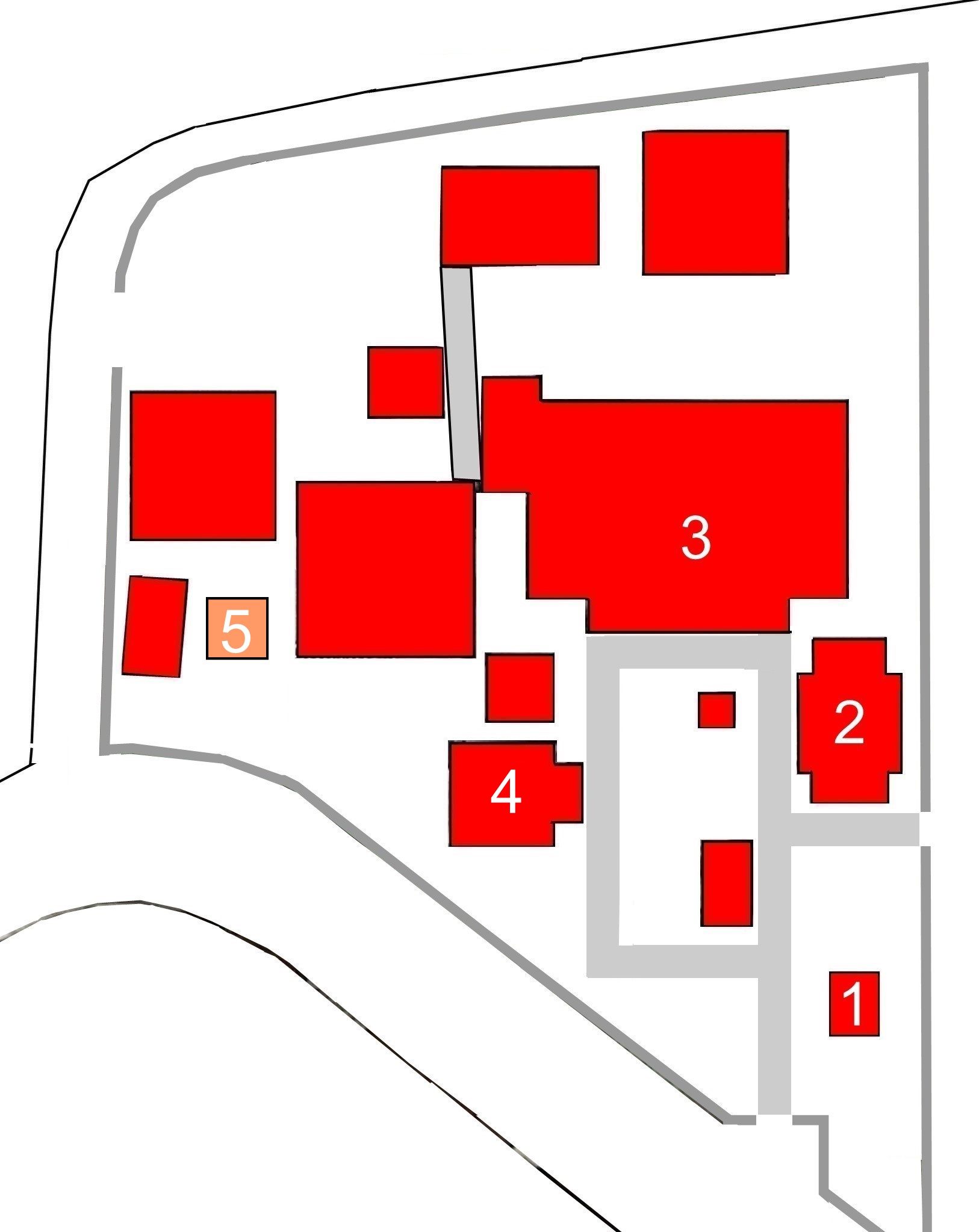
Plan des Tempels (s. Text)

Der Sekkei-ji (japanisch 雪蹊寺) mit den Go Kōfukuzan (高福山) und Kōfukuin (高福院) ist ein Tempel des Myōshiji-Zweiges (妙心寺派) der Rinzai-Richtung des Buddhismus in der Stadt Kōchi, Japan. Er ist der 33. Tempel auf dem Shikoku-Pilgerweg.

## Geschichte
Der Überlieferung nach soll der Tempel von Kūkai in der Enryaku-Zeit (782–806) angelegt worden sein. Aber wie im Kobunsō (古文叢) und an anderen Stellen berichtet wird, erfolgte die Tempelgründung im Jahr 1225. Ursprünglich hieß der Tempel Kōfuku-ji (高福寺) und gehörte zur Shingon-Richtung des Buddhismus. Aber am Ende der Sengoku-Zeit stand er unter dem Schutz des Daimyō Chōsokabe Motochika (長宗我部元親; 1533–1599) und kam dadurch zur Rinzai-Richtung des Myōshin-ji, und zwar unter dem Namen Keiun-ji (慶雲寺). Der Name soll auf die Bildhauer Unkei und dessen Sohn Tankei Bezug nehmen, die mit zahlreichen Werke unter den Tempelschätzen vertreten sind. Den heutigen Namen erhielt der Tempel im Jahr 1599, als er nach dem Tode Motochikas zu dessen Begräbnistempel (菩提寺, Bodaiji) wurde. Er leitet sich von Motochikas posthumen Namen Sekkei josandaizen jōmon (雪蹊恕三大禅定門) ab.
Der Tempel fiel der Zurückdrängung des Buddhismus zu Beginn der Meiji-Zeit unter dem Schlagwort „Weg mit dem Buddha, fort mit Shakyamuni“ (廃仏毀釈, Haibutsu kishaku) zum Opfer wurde aber 1879 wieder errichtet. Der Einsatz des Priesters Yamamoto Daigen (山本大玄) und seines Schülers Yamamoto Gempō (山本玄峰; 1866–1961) für die Wiederherstellung des Tempels ist bis heute nicht vergessen.

## Die Anlage
Man betritt die Tempelanlage von Süden her und passiert die Tempelglocke (鐘楼, Shōrō; 1) zur Rechten. Auf der rechten Seite folgt die Halle, die dem Tempelgründer gewidmet ist, die Daishidō (大師堂; 2). Voraus hat man die Haupthalle (本堂, Hondō; 3) vor sich und auf der linken Seite die kleine Kannon-Halle (観音堂; 4). Zum Tempel gehört auch ein kleiner Schrein (5), der dem Inari Daimyōjin (稲荷大明神) gewidmet ist.

## Schätze des Tempels
Das Schatzhaus des Tempels bewahrt zahlreiche Schätze aus der Kamakura- und Muromachi-Zeit auf. Dazu gehört die Trinität, bestehend aus einem sitzenden Yakushi Buddha und den Bodhisattva des Sonnenlichts (日光菩薩, Nikkō-bosatsu) und des Mondlichts (月光菩薩, Gekkō-bosatsu). Alle drei sollen von Unkei geschaffen worden sein und sind als Wichtige Kulturgüter = ◎ registriert. Weiter besitzt der Tempel die Gruppe der Zwölf himmlischen Generäle (◎), von denen allerdings nur zehn erhalten sind. Aus Inschriften im Inneren können sie auf die Zeit um 1275 datiert werden. Sie werden den Holzschnitzern Dōun (道雲) und Kaikaku (海覚) zugeordnet werden.
Weitere wichtige Kulturgüter sind die hölzerne Statue der Heiligen Bishamonten (毘沙門天) und Kichijōten (吉祥天) sowie des Zennishi-dōji (善膩師童子) als ritterlicher Beschützer des Bishamon. Bishamon wurde nach einer Inschrift am linken Fuß von Tankei um 1225, also in seiner reifsten Schaffensperiode, hergestellt. Sie alle aus zusammengesetzten Hinoki-Stücken gefertigt.

## Sonstiges
Auf dem hinteren Teil des Tempelgeländes befindet sich das Grab von Chōsokabe Motochikas Sohn Nobukata, der in der Schlacht am Fluss Hetsugi in der Provinz Bungo (豊後戸次川) gegen die Shimazu im Jahr 1586 fiel. Neben den Gräbern der erwähnten Yamamoto befindet sich auch das Grab des Priesters und Verfassers von religiösen Büchern, Suzuki Munetada (鈴木宗忠, 1881–1963), dort.

## Bilder

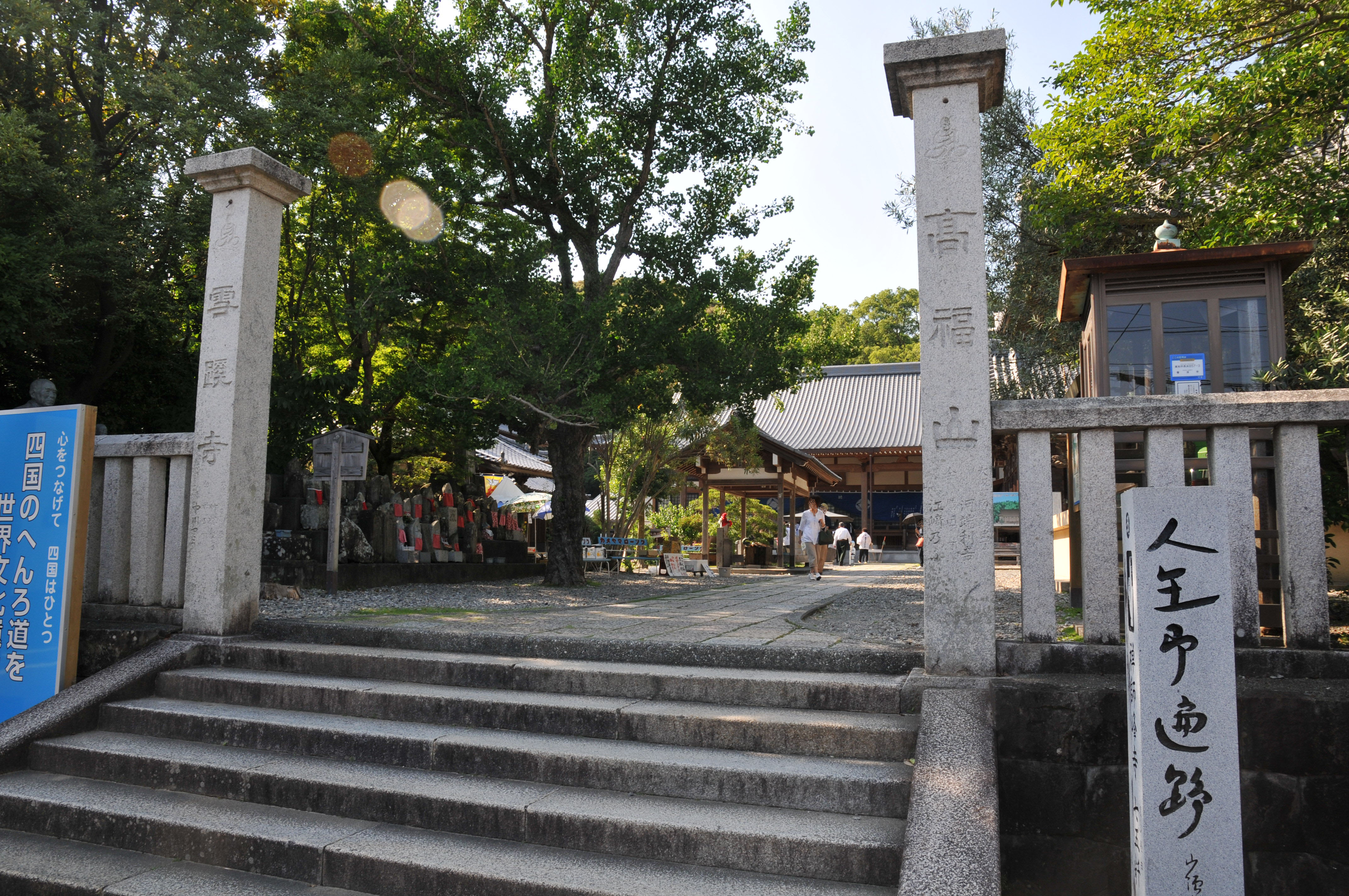
Eingangsbereich
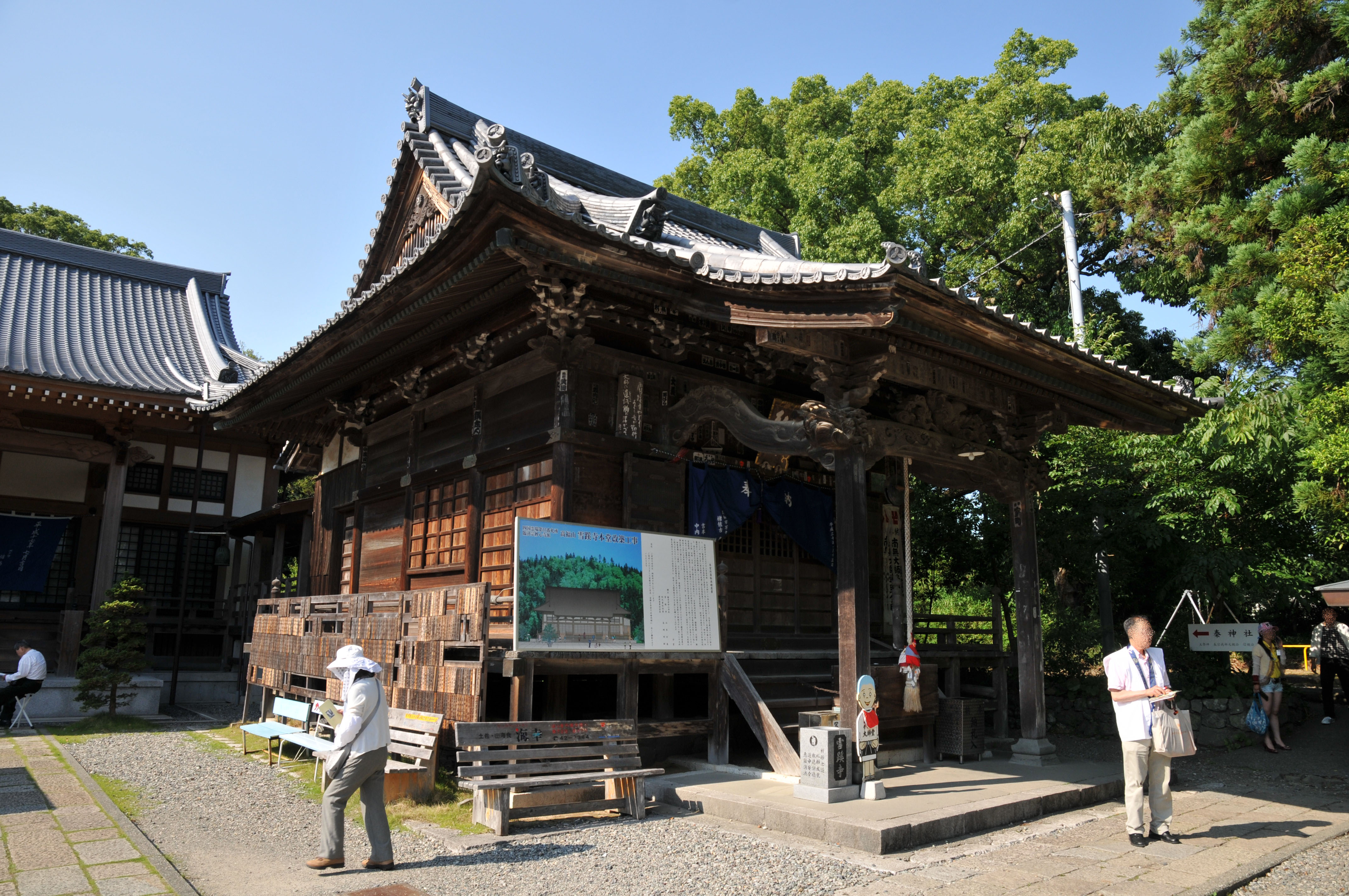
Daishidō
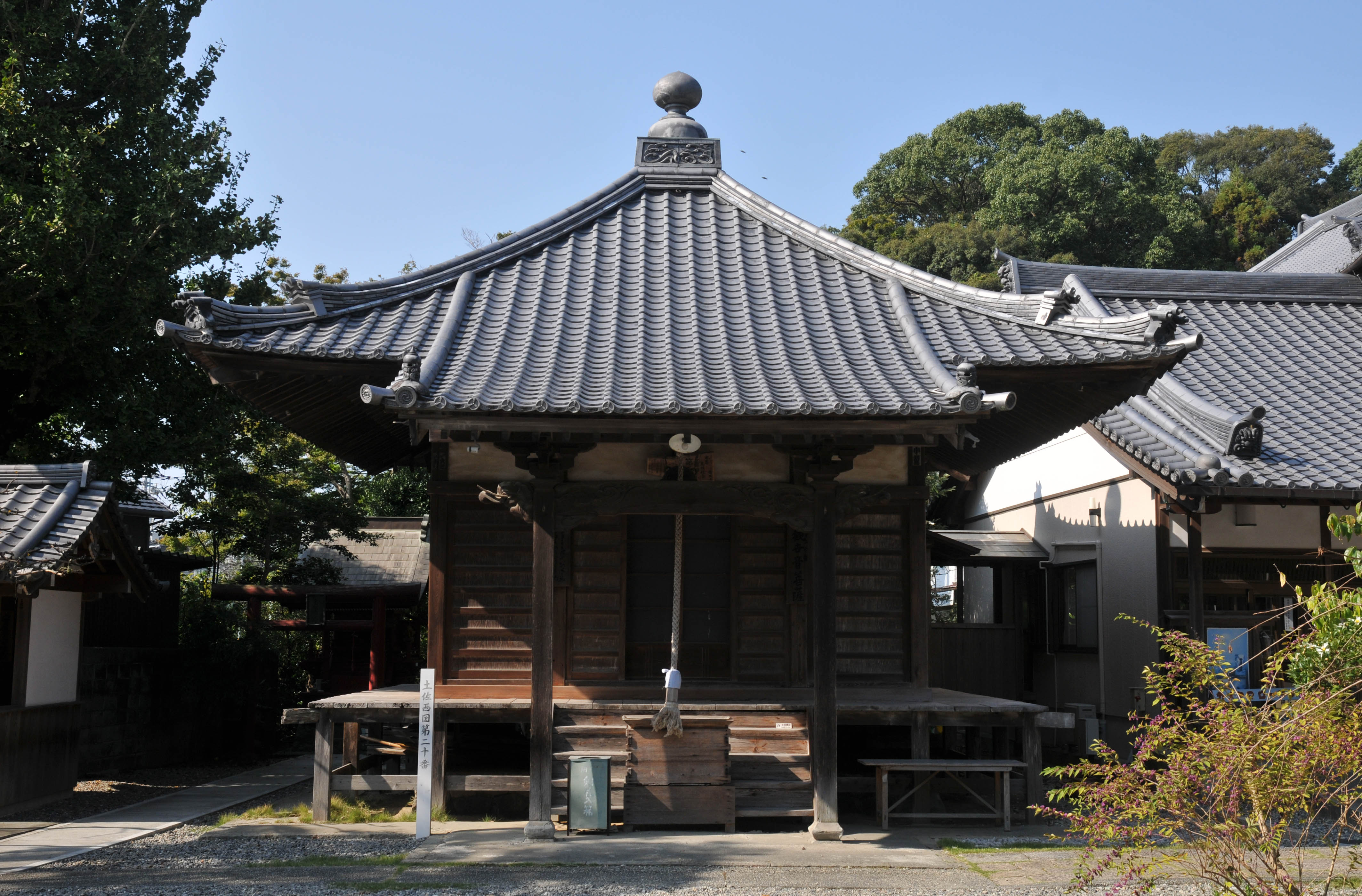
Kannon-Halle
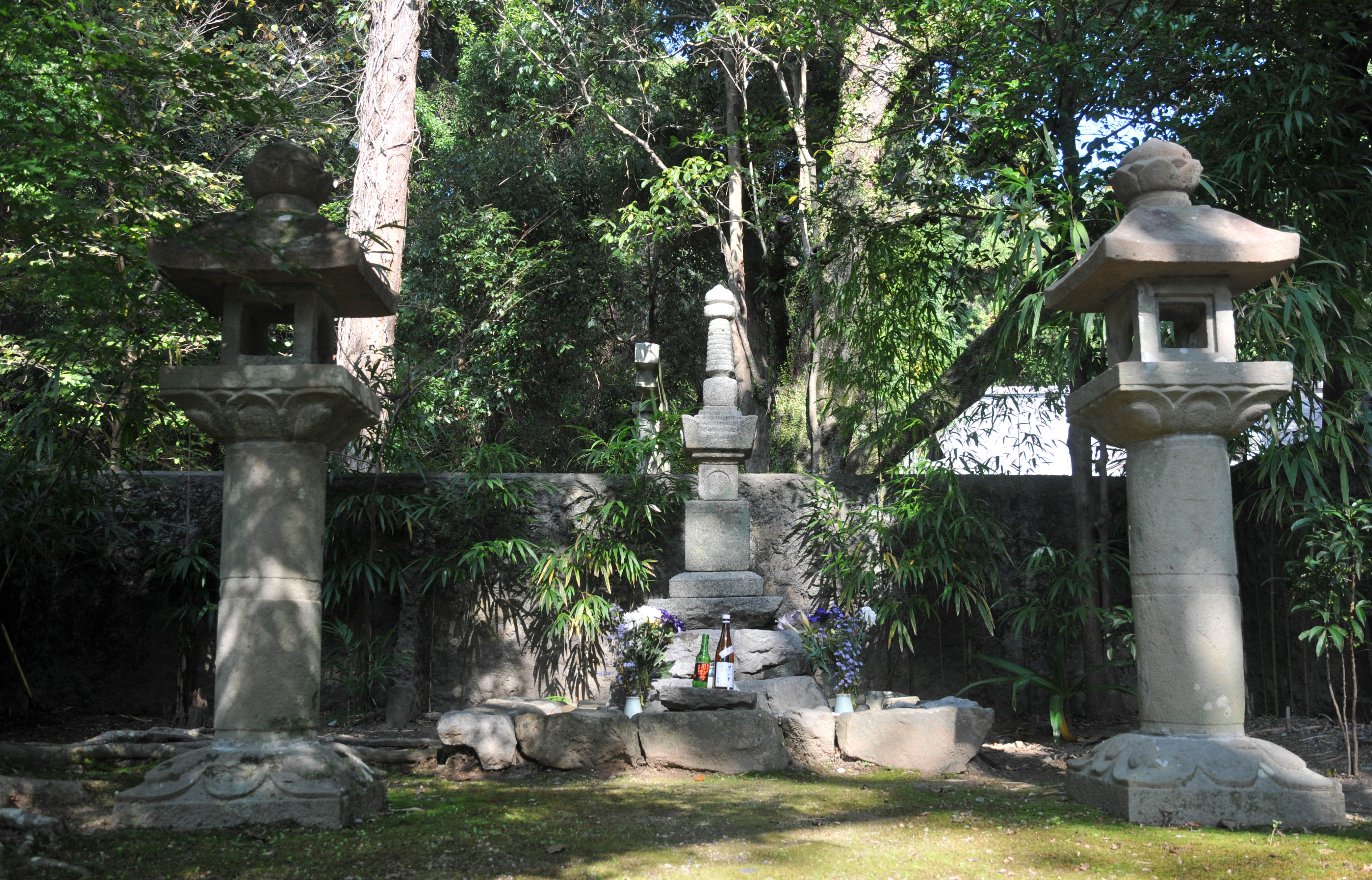
Grab des Nobuchika
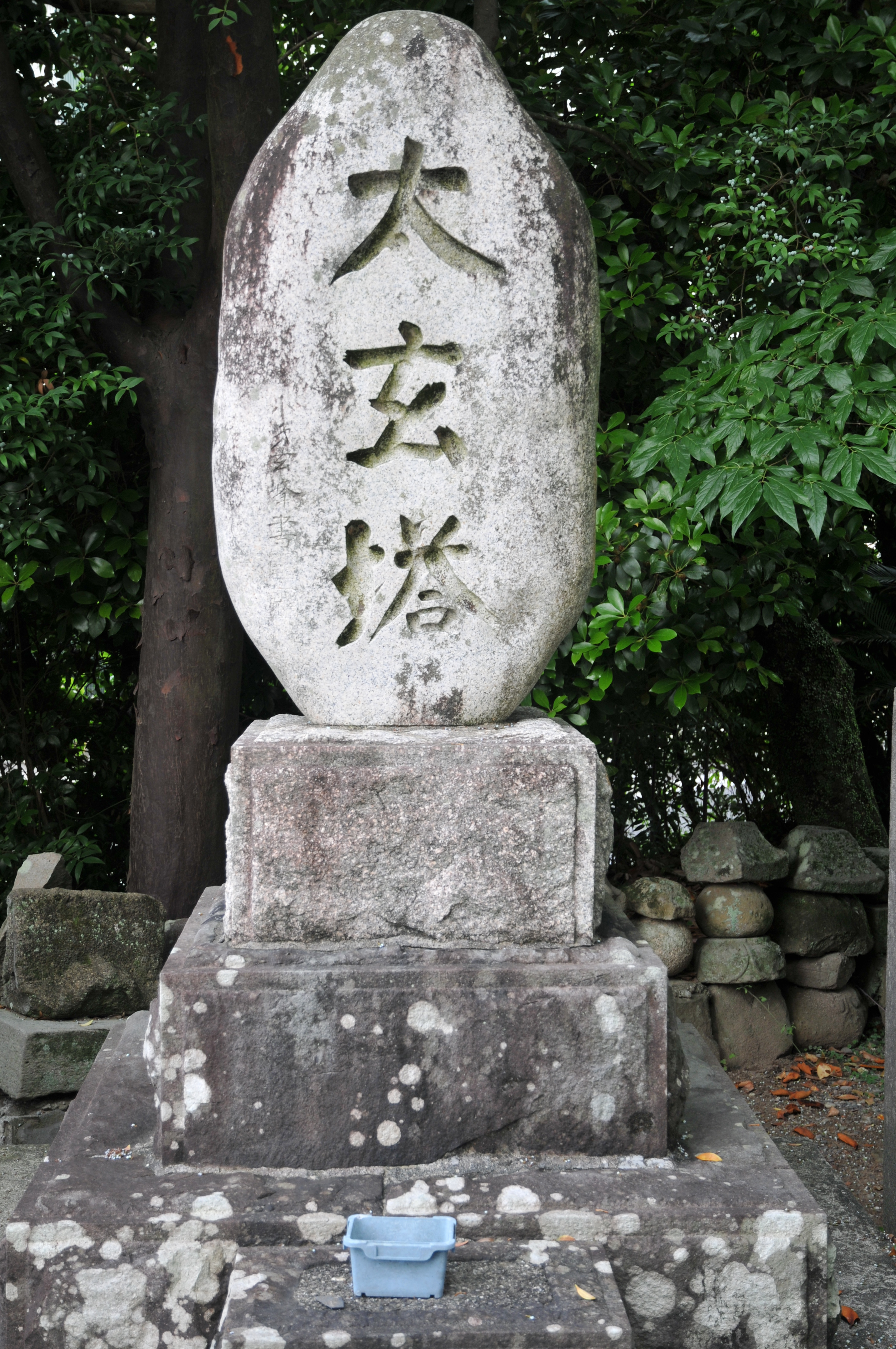
Yamamoto Taigen
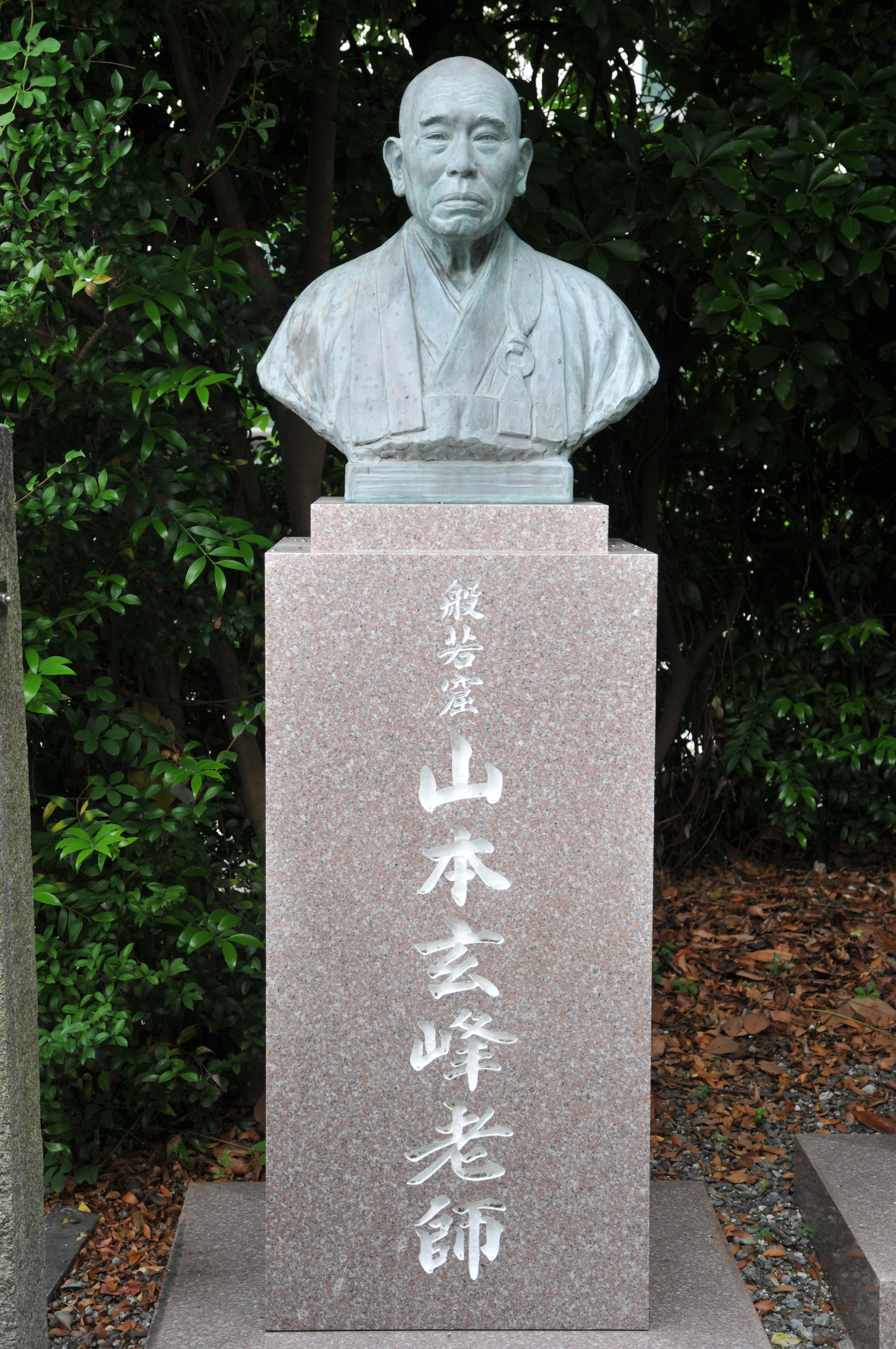
Yamamoto Gempo
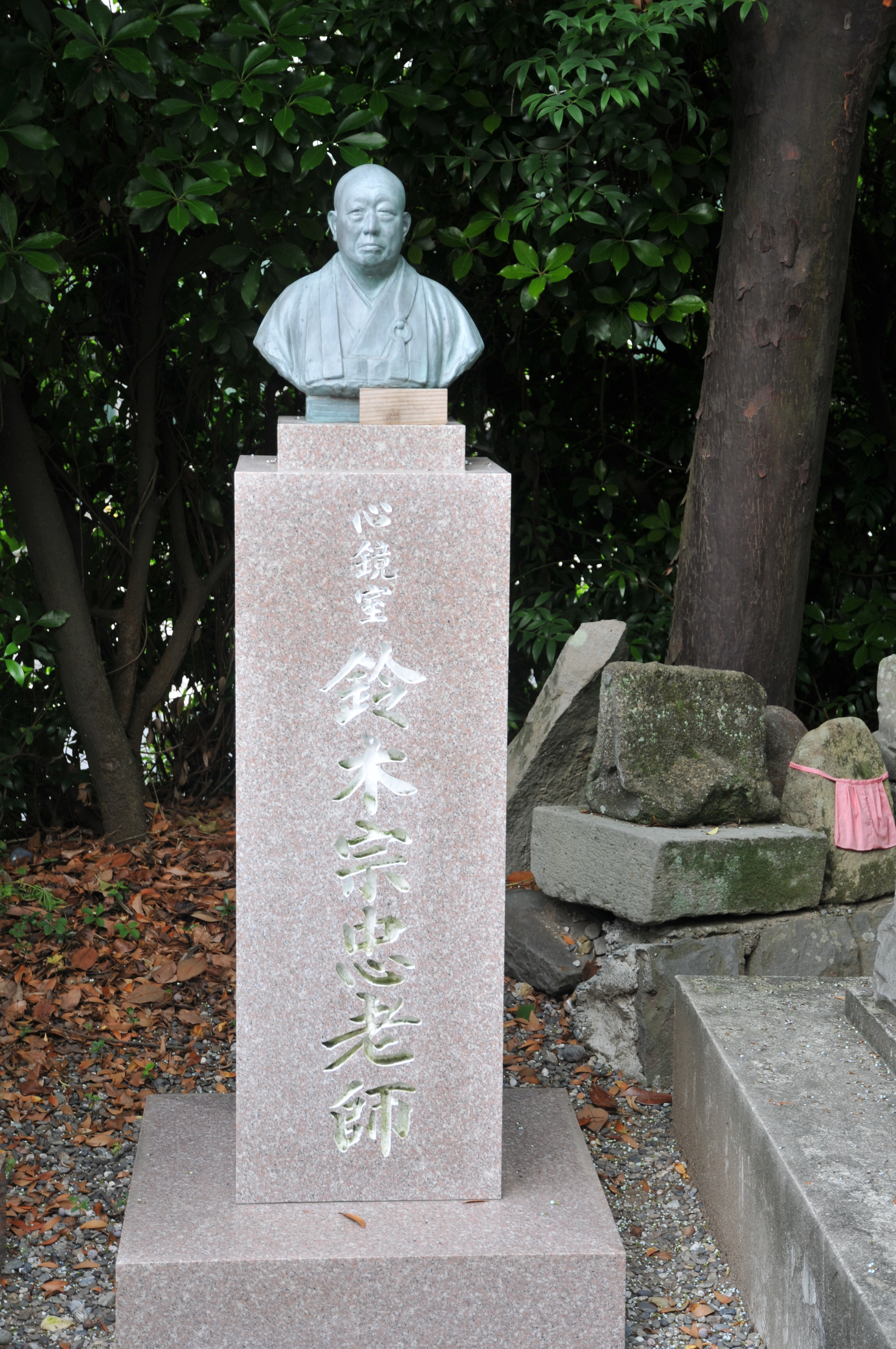
Suzuki Munetada